# ليام ديك
ليام ديك (بالإنجليزية: Liam Dick) (19 أغسطس 1995 بإستيرلينغ في المملكة المتحدة - ) هو لاعب كرة قدم بريطاني في مركز الدفاع. لعب مع نادي فالكيرك ونادي سترنرير ‏.

## وصلات خارجية
- ليام ديك على موقع قاعدة بيانات كرة القدم.إي يو (الإنجليزية)
- ليام ديك على موقع Soccerbase.com (لاعب) (الإنجليزية)
- ليام ديك على موقع Soccerway.com (الإنجليزية)